# Бероун (округ)
Бероун (чеськ. Okres Beroun) — один з 12 округів Середньочеського краю Чеської Республіки. Адміністративний центр — місто Бероун. Площа округу — 703,71 кв. км., населення становить 90 169 осіб. В окрузі налічується 85 населених пунктів, в тому числі 6 міста і містечка.